# Soleil
Soleil (Crusader of Centy i Nordamerika och Shin Sōseiki Ragnacënty (新創世紀ラグナセンティ, Shin Sōseiki Ragunasenti?) i Japan), är ett action/äventyrsrollspel släppt 1994 till Sega Mega Drive.

## Handling
Historien kretsar kring en pojke som precis fyllt 14. Efter att hans far avlidit får pojken ärva faderns svärd och sköld och ger sig av för att bekämpa "monstren" som hotar mänskligheten.  
Spelets handling och upplägg leker med många av fantasyrollspelens konventioner, bland annat genom att lämna frågan öppen om vilka som egentligen är monster. 
Segas maskot Sonic the Hedgehog gör ett cameoframträdande i Soleil. 